# IDEAI
El Intelligent Data Science and Artificial Intelligence (IDEAI), és un centre de recerca de la Universitat Politècnica de Catalunya (UPC) creat l'any 2017. Està ubicat a Barcelona dins del Campus Nord de la UPC.
Centra la seva activitat en la intel·ligència artificial (IA) i la seva aplicació en àrees com sistemes de suport a les decisions, l'aprenentatge automàtic, el processament del llenguatge natural, el processament d'imatges, la detecció i el reconeixement facial, etc.
IDEAI és part de l'ecosistema internacional de centres que treballen en IA. És soci fundador de CIDAI, membre institucional d'ACIA, XARTEC, TECSAM i participa en el Consorci AI4EU, la xarxa XAFIR per la innovació i la xarxa IAbiomed.

## Organització
L'IDEAI va ser creat el 2017 en el si de la Universitat Politècnica de Catalunya amb l'objectiu d'aconseguir sinèrgies entre els diferents recursos de la universitat que treballen al voltant de la IA. És un dels centres de recerca de la UPC ubicat al Campus Nord de Barcelona, que juntament amb el Centre de Supercomputació de Barcelona, el Centre de Comunicacions Avançades de Banda Ampla i d'altres centres forma part de l'ecosistema de recerca.
Està format per sis grups de recerca consolidats, amb més de 50 investigadors a temps complert i 150 doctorands i estudiants de màster.
- GREC: El grup es va establir l'any 1991 com un equip de recerca altament multi-disciplinari. El grup centra la seva activitat en la teoria i aplicació dels sistemes d'aprenentatge i el raonament qualitatiu, així com raonament difús, presa de decisions en grup i multi-criteri (MCDM). El camp d'aplicacions s'orienta a la millora de la gestió, el màrqueting, la robòtica assistencial, la planificació energètica, l'envelliment saludable i actiu.[4]
- KEMLG: Grup d'Enginyeria del Coneixement i Aprenentatge Automàtic. El seu objectiu és l'anàlisi, disseny, implementació i aplicació de tècniques d'Intel·ligència Artificial i metodologies de suport a sistemes reals de gran complexitat. Grup d'activitat fortament orientada a aplicacions reals i a la transferència de tecnologia.[5]
- SOCO: El Grup està actiu des de 1997, amb enfocaments computacionals basats en sistemes difusos, xarxes neuronals i algorismes evolutius. Tecnologies allunyades de la lògica binària, els models analítics estàtics i les cerques deterministes.[6]
- GPI: Grup de recerca sobre el processament d'imatges i vídeos per representar, codificar, indexar i analitzar contingut visual. Actiu des de 1992, ha estat present a projectes europeus, com ara, programes RACE (Morpheco, coord.), ACTS (MAVT, MoMuSys, Vidas) i IST (Diceman, Hypermedia, INTERFACE, ADViSOR, MASCOT, FAETHON), les xarxes d'excel·lència SCHEMA, SIMILAR i MUSCLE.[7]
- GPLN: Grup de Processament del Llenguatge Natural. Treballen els camps de desambiguació morfosintàctica, anàlisis sintàctica i semàntica, desambiguació semàntica, etc. També desenvolupen aplicacions d'alt nivell, com traducció automàtica, extracció d'informació, processament de diccionaris, de corpus textuals, i de recursos lingüístics.[8]
- CBA: Centrat a l'estudi, disseny i avaluació de xarxes de comunicacions de banda ampla i xarxes òptiques. arquitectura, protocols de comunicació, monitorització del trànsit, noves arquitectures, xarxa 6G.[9]

Aquests grups gestionen un volum important de projectes de transferència de tecnologia, xifrats en un milió d’euros durant els darrers quatre anys.

## Projectes
- Reconeixement de veu.
- Anàlisi d'imatges de proves mèdiques.[11]
- Arquitectures avançades i sistemes fotònics.
- Personalització de tractaments mèdics mitjançant Machine Learning.[12]
- Eines d'informació per la mobilitat interconnectada de vehicles.[13]
- Traducció automàtica.[14]